# Урга (Цазин)
Урга је насељено мјесто у Босни и Херцеговини у Граду Цазину које административно припада Федерацији Босне и Херцеговине. Према попису становништва из 1991. у насељу је живјело 2.137 становника.

## Становништво
| Националност       | 1991.          |
| Муслимани          | 2.126 (99,48%) |
| Срби               | 3 (0,14%)      |
| Хрвати             | 2 (0,09%)      |
| Југословени        | 1 (0,04%)      |
| остали и непознато | 5 (0,23%)      |
| Укупно             | 2.137          |

Урга као самостално насељено мјесто постоји од пописа 1991. године.